# Selbach (Emscher)
Der Selbach ist ein orografisch linker, 1,5 Kilometer langer Nebenfluss der Emscher in Nordrhein-Westfalen, Deutschland. Nach der nahegelegenen Emscherquelle ist er der erste Nebenfluss mit eigenem Namen.
Er entspringt im Süden von Holzwickede an der Grenze zum Dortmunder Stadtteil Sölderholz in dem Waldgebiet Hixterwald/Sölder Holz und fließt in nördlicher Richtung durch Äcker, Feuchtwiesen, unter einer Eisenbahnlinie hindurch und an einem Teich am Sölder Bruch vorbei, bis er in die Emscher mündet.
Die Fläche zwischen Bahnlinie und Emscher ist aufgrund ihrer Unzugänglichkeit, dem hohen Anteil an Hecken und der starken Vernässung des Bodens ein bedeutsamer Lebensraum für Tagfalter, Amphibien und viele Vogelarten. Aus Naturschutzgründen wurden die Rohrleitungen vom Selbach zum Teich entfernt, der Entwässerungsgraben vom Teich zum Selbach mittels Baumabschnitten aufgestaut (um eine Mindestwasserhöhe zu gewährleisten und die Vernässung zu fördern) und in das Bachbett Störelemente (Baumstubben) zur Erhöhung der natürlichen Gewässerdynamik eingebracht.
In den frühen Anfängen des Bergbaues wurde zum Entwässern der Zeche Schwarze Adler ein Graben zum Selbach gezogen.